# 國際集郵聯合會
國際集郵聯合會（法語：Fédération Internationale de Philatélie，縮寫：FIP）是1926年6月28日在瑞士蘇黎世成立的一個關於集郵的國際組織。其目的是聯繫各國集郵愛好者并提倡郵票搜集。該組織每年都會舉辦世界集郵展覽會。

## 外部連結
- 官方網站 （页面存档备份，存于）
- WADP Numbering System（页面存档备份，存于）